# Queens (Nouvelle-Écosse)
Pour les articles homonymes, voir Queen's.
Queens est une municipalité régionale canadienne située au Sud-Est de la Nouvelle-Écosse. Elle comprend la quasi-totalité du comté de Queens à l'exception des réserves indiennes.

## Attrait
Les deux secteurs du parc national de Kejimkujik sont situés respectivement au nord-est et sud-ouest de Queens tu aim. On y retrouve aussi trois parcs provinciaux (Camerons Brook, Thomas Raddall et Ten Mile Lake), trois réserves intégrales (Tobeatic, Lake Rossignol et Tidney River) et deux refuges d'oiseaux migrateurs (Port-Joli et Port-Hébert).

## Démographie
| 2001   | 2006   | 2011   | 2016   |
| ------ | ------ | ------ | ------ |
| 11 665 | 11 177 | 10 917 | 10 307 |